# Шейбер, Матьяш
Ма́тьяш Ше́йбер (венг. Seiber Mátyás; 4 мая 1905, Будапешт — 24 сентября 1960, Национальный парк Крюгера, ЮАР) — венгерско-британский композитор и музыкальный педагог.

## Биография
В 1919—1924 гг. учился в Музыкальной академии Ференца Листа у Адольфа Шиффера (виолончель) и Золтана Кодаи (композиция), помогал Кодаи в его поездках по Венгрии для записи венгерских народных песен. Затем давал частные уроки во Франкфурте-на-Майне, играл в корабельных оркестрах, краткое время жил в США, знакомясь с джазом. В 1925 г. представил на проводившийся в Венгрии конкурс композиции свой Секстет, и после того, как произведение Шейбера не было отмечено, участвовавший в жюри Бела Барток в знак протеста вышел из его состава.
В 1928 г. Шейбер стал преподавателем франкфуртской Консерватории Хоха — и, в частности, открыл в ней первый в европейском (а возможно, и в мировом) академическом музыкальном учебном заведении класс джаза. 3 марта 1929 г. по итогам первого учебного года Шейбер и 19 его студентов дали открытый концерт, транслировавшийся франкфуртским радио.
После прихода к власти нацистов джазовый класс в Консерватории Хоха был закрыт. Шейбер на протяжении двух лет выступал в разных странах (в том числе в Москве и в Ленинграде), а с 1935 г. обосновался в Великобритании. С 1942 г. он преподавал композицию в лондонском Морли-колледже, где среди его учеников были, в частности, Петер Схат, Питер Расин Фрикер, Энтони Милнер и Анджела Морли.
Среди сочинений Шейбера значительны одноактная опера «Ева играет в куклы» (нем. Eva Spielt mit Puppen; 1934), два сочинения по произведениям Джеймса Джойса — кантата для тенора, хора и оркестра «Улисс» (1947) и «Три фрагмента из „Портрета художника в юности“» (англ. Three Fragments From A Portrait of An Artist As A Young Man) для чтеца, хора и оркестра. Шейбер написал также три струнных квартета, две оперетты, ряд камерных сочинений, ему принадлежат хоровые обработки венгерских и югославских народных песен. В некоторых произведениях он использовал додекафонию, в других ощутимо влияние джаза. В хоровом репертуаре популярны «Three Nonsense Songs» Шейбера, написанные на лимерики Эдварда Лира (1956).
Погиб в автокатастрофе. Дьёрдь Лигети посвятил памяти Шейбера своё оркестровое сочинение «Атмосферы» (1961).